# ماسايوكي أوموري
ماسايوكي أوموري (باليابانية: 大森 征之) (مواليد 9 نوفمبر 1976)، هو لاعب كرة قدم ياباني سابق كان يلعب كلاعب وسط.

## وصلات خارجية
- ماسايوكي أوموري على موقع رابطة كرة القدم اليابانية للمحترفين (اليابانية)
- ماسايوكي أوموري على موقع قاعدة بيانات كرة القدم.إي يو (الإنجليزية)
- ماسايوكي أوموري على موقع Soccerway.com (الإنجليزية)
- ماسايوكي أوموري على موقع عالم كرة القدم.نت (الإنجليزية)